# Grave Creek Mound
Grave Creek Mound in de riviervallei van de Ohio in West Virginia is een van de grootste kegelvormige mounds (tumulus, grafheuvel) in de Verenigde Staten en is thans 19 m hoog en 73 m in diameter. 
De leden van de Adenacultuur verplaatsten 60.000 ton aarde om het rond 250-150 v.Chr. op te richten. 
De moderne stad Moundsville heeft zich aan de oevers van de Ohio rond de site ontwikkeld. 
De eerste beschreven opgraving van de mound vond in 1838 plaats, en werd geleid door de plaatselijke amateurs Abelard Tomlinson en Thomas Biggs. 
Als grootste overgebleven mound, die door de Adena werd gebouwd, werd het midden 20e eeuw verklaard tot National Historic Landmark.
In 1978 werd bij de site door de staat het Delf Norona Museum geopend. Er worden verschillende artefacten tentoongesteld en de oude Adenacultuur wordt er beschreven. In 2010 schonk het United States Army Corps of Engineers, na een overeenkomst met de staat, bijna 450.000 artefacten aan het museum om er in het archief te worden opgeslagen. Deze vondsten kwamen van archeologische opgravingen bij de site van de Marmet Lock en vertegenwoordigen 10.000 jaar inheemse bewoning van het gebied.